# صاحبقرانیه (محله)
صاحبقرانیه یکی از محله های  منطقه ۱ شهرداری تهران شمال شرق شهر تهران است. این محله در محدوده شمیران و در جوار کاخ نیاوران قرار دارد.
صاحبقرانیه در منطقه ۱ شهرداری تهران و شهرستان شمیرانات واقع شده‌است.

## وجه تسمیه
نام این محله برگرفته از نام کاخ صاحبقرانیه در باغ نیاوران است که تفرجگاه تابستانی ناصرالدین شاه قاجار بوده‌است.

## خیابانهای مهم
- خیابان گلستان شمالی (قاسمی)
- خیابان گلستان جنوبی